# Leimebamba (ville)
Leimebamba est une petite ville située au nord du Pérou. C'est la capitale du district homonyme de Leimebamba une zone montagneuse dans le département de l'Amazonas (Pérou).
On accède à Leimebamba par la route depuis les villes de Chachapoyas ou de Cajamarca en passant par des cols à plus de 3 000 m comme le Barro Negro (3 678 m).

## Histoire
Leymebamba est un village agricole au bout de la vallée de la rivière Utcubamba et, jusqu’à 1997, la seule source de revenus de ses habitants était l’agriculture. Mais la découverte d’un mausolée dans une falaise de la montagne à 10 h de marche, a changé son destin.
Les habitants ont aidé les archéologues à exhumer les momies et leurs artéfacts, et ils ont ainsi découvert et appris beaucoup de choses sur leur propre culture Chachapoyas et les influences de la culture inca.
Les fêtes patronales de Leimebamba (fiesta de San Augustin) se déroulent le 28 août. On fête également la Virgen del Carmen, le 16 juillet.

## Géographie
La ville est nichée à 2203 mètres d'altitude dans une vallée verte et paisible, entourée de montagnes vertigineuses.  C’est là que la rivière Utcubamba, trouve sa source.

### Tourisme
Musée de Leimebamba : Le musée archéologique Mallqui inauguré en juin 2000 est principalement consacré à la culture Chachapoyas. Il compte 5 salles : 3 salles d'archéologie, une d'ethnographie et une d'activités informatives. La collection du musée comprend 261 momies et plus de 200 objets funéraires, dont la plupart ont été trouvés au lac des Condors lors d'un projet archéologique.
Le musée de Leymebamba se trouve un peu plus au sud du village. Il est à 10 min en voiture et 45 min à pied de la place. Le village de Leymebamba est propriétaire du musée. Le travail administratif et professionnel est assuré quant à lui par le Centre Mallqui.
Laguna de Los Cóndores : Le lac des Condors (ou lac des Momies) d'une superficie d'environ 1 km² est situé à 2 600 m d'altitude, à une journée de marche ou 45 km de Leimebamba par la route. C'est un site de la culture Chachapoyas mais aussi une zone importante pour la conservation des oiseaux.
Autres points d'intérêt :
- Église Nuestra Señora del Carmen de Leimebamba et place d'armes.
- Aire de conservation privée de Los Chilchos.
- Boutiques de l'Association des femmes tisserandes (place d'armes).
- Cueva Intimachay[4],[5].
- Ruines de La Congona.
- Cataneo.
- Molinete.
- Atuen.
- Monte Viudo.
- Ruines incas de La Petaca, Bóveda y Diablo Wasi.
- Marché du village de Hierba Buena.

### Climat
Bien qu'il puisse pleuvoir à tout moment de l'année, de juin à septembre, le temps a tendance à être sec.
| Mois                              | jan. | fév. | mars | avril | mai | juin | jui. | août | sep. | oct. | nov. | déc. |
| --------------------------------- | ---- | ---- | ---- | ----- | --- | ---- | ---- | ---- | ---- | ---- | ---- | ---- |
| Température minimale moyenne (°C) | 18   | 19   | 20   | 18    | 17  | 17   | 15   | 14   | 14   | 15   | 16   | 17   |
| Température maximale moyenne (°C) | 25   | 26   | 26   | 25    | 24  | 22   | 21   | 20   | 20   | 21,5 | 23   | 24   |

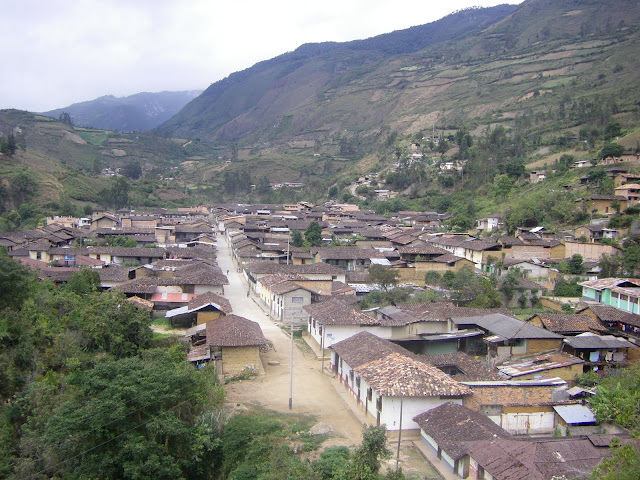
Vue générale.
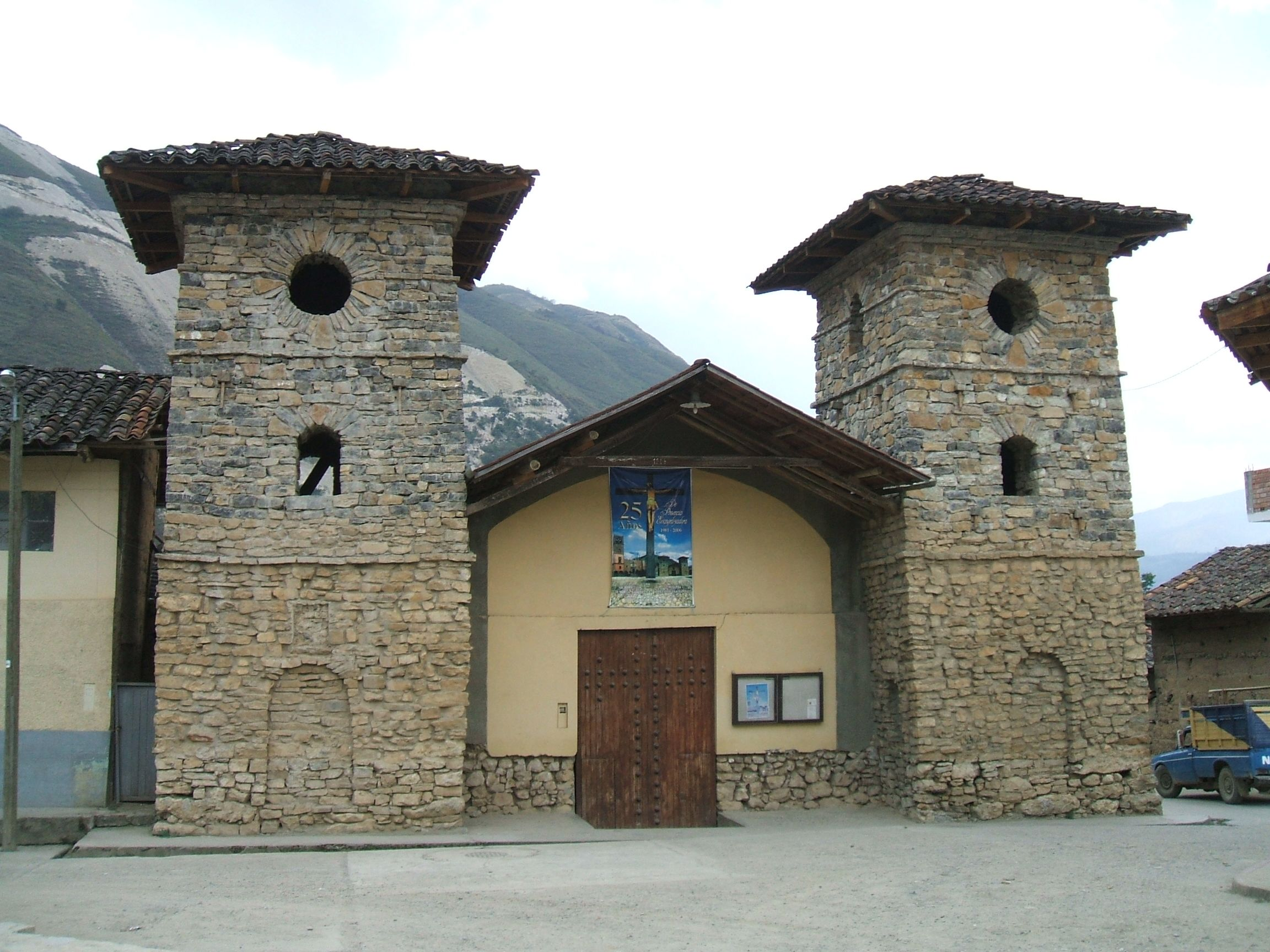
L'église sur la place d'armes.
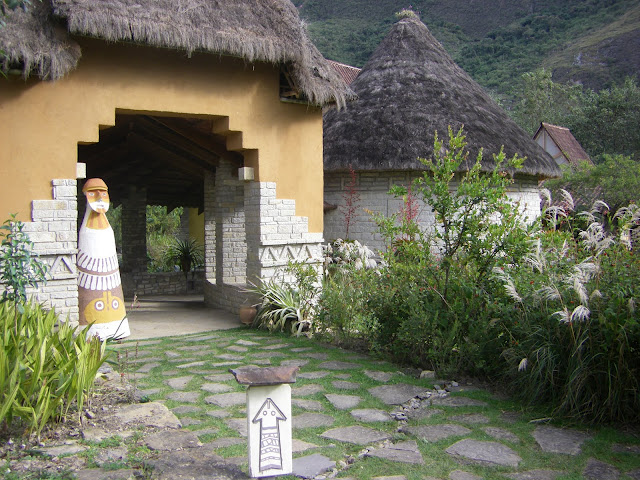
Entrée du musée.
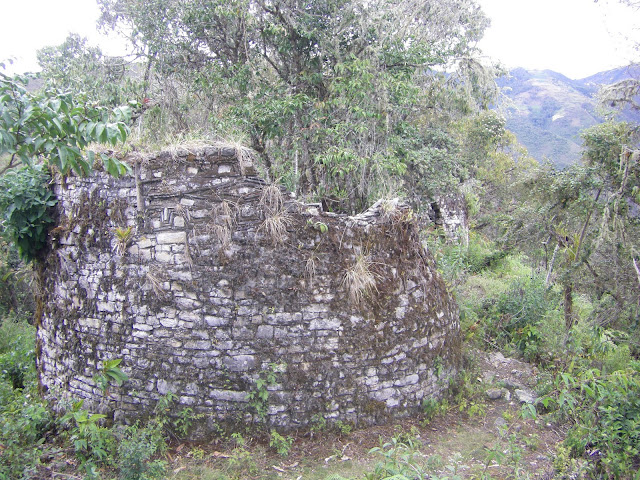
Ruines de La Congona.